# Сибирская жизнь
Сибирская жизнь — ежедневная российская газета в издаваемая в городе Томске и распространяемая в сибирских городах в 1897—1919 годах, печаталась Типографией Сибирского товарищества печатного дела.

## История
Предшественниками были газеты:
- В июле 1894 — мае 1895 года начал выходить «Томский справочный листок».
- В июне 1895 — октябре 1897 года выходил «Томский листок».

В 1906, 1907 и 1918 годах газета выходила в Томске под названием «Сибирская мысль».
29 июня (12 июля) 1908 года в газете была первая публикация о Тунгусском метеорите (на основании появившихся слухов) через 12 дней после события.

### Инцидент 16 апреля 1912 года
В этот день в редакцию явилась группа представителей томской студенческой «академической корпорации» и потребовала опубликовать опровержение одной из заметок. «Академистами» в то время называли российских студентов, придерживающихся правонационалистических и промонархических взглядов, которые считали, что политике не место в университетах, там должен царить «чистый академизм». Заметка, касалась не томских студентов, а «академистов» из Юрьевского университета и воспитанниц Донского института благородных девиц. Редактор газеты Михаил Бейлин печатать опровержение отказался и попытался выйти из комнаты. Но предводитель «академистов», участник русско-японской войны, бывший сотник, донской казак Н. М. Голубов перегородил путь Бейлину и начал избивать его прихваченной на всякий случай палкой. Успел дважды ударить по голове, как избиение прервали сопровождавшие Голубова «академисты». Разгорелся скандал — Голубова сначала исключили академической корпорации студентов-технологов, а потом и из института.
За Бейлина вступился профессор-химик Н. М. Кижнер, он опубликовал 18 апреля в «Сибирской жизни» заявление: «Выражая свое сочувствие М. Р. Бейлину…, я в то же самое время думаю, что оскорблен не сам М. Р. Бейлин…, сколько высшая школа… разве это академизм в истинном смысле этого слова? С этим словом связывается не представление о студенте, преданном науке, а о погромщике с… дубиной в руке, а иногда и с револьвером… Но я верю, что с мраком нашей жизни исчезнет и псевдоакадемизм из высшей школы».
Попечитель Западно-Сибирского учебного округа Лаврентьев назвал заявление Кижнера «непозволительной выходкой», «гнусным оскорблением всей академической корпорации» и предложил спросить профессора: «Не пожелает ли он перейти на службу в другое высшее учебное заведение, в котором нет ненавистных ему академистов?». В мае 1912 года Николай Кижнер подал ходатайство об отставке, которое вскоре удовлетворили.
В этом инциденте с историей «Сибирской жизни» переплелись судьбы двух полных тёсок. Николай Матвеевич Голубов к 1917 году забыл о своих монархических убеждениях, рьяно воевал на стороне красных, в начале 1918 одержал на Дону ряд решающих побед, был обвинён красными в мятеже и застрелен белыми, а Николай Матвеевич Кижнер открыл несколько химических реакций, названных его именем (реакции Кижнера — Вольфа и реакция Кижнера), в конце жизни был удостоен звания почётного члена АН СССР.

## Руководство
Издатели и главные редакторы, по году назначения:
- 1897 — Макушин, Пётр Иванович
- [уточнить]
- 1917 — Адрианов, Александр Васильевич.

## Описание
Газета выходила ежедневно, кроме дней после праздников.
Распространялась по всем регионам Сибири.
Газета имела основные разделы:
- политические обзоры в России
- новости в стране и иностранные
- литературная часть
- экономический раздел
- частная реклама и объявления.

К газете выходили приложения:
- Иллюстрированное (1903—1914)
- Литературное (1906)
- Телеграммы (1903—1906; 1914—1917)
- Приложения к отдельным номерам газеты (1911—1917).
- Еженедельник «Народные нужды» (1906)